# Hypsipyle
Hypsipyle (altgriechisch Ὑψιπύλη Hypsipýlē, von ὕψι hýpsi, deutsch ‚hoch‘ und πύλη pýlē, deutsch ‚Tor‘) ist eine Gestalt aus der griechischen Mythologie. Sie war die Tochter des Königs von Lemnos, Thoas, und der Myrina. Die Wiedererkennung zwischen Mutter und Söhnen wurde erleichtert durch die „Goldene Rebe“, ein Geschenk des Dionysos an seinen Sohn Thoas, das dieser seinen Enkeln als Nachweis ihrer Abstammung auf die Suche nach ihrer Mutter mitgegeben hatte.
Weil Aphrodite ihre Heiligtümer auf Lemnos vernachlässigt sah, strafte sie alle Frauen der Insel mit üblem Mundgeruch. Als Folge blieben ihnen ihre Gatten fern und vergnügten sich stattdessen mit thrakischen Sklavinnen. Die eifersüchtigen Gattinnen brachten daraufhin in einer Nacht alle männlichen Bewohner der Insel um. Allein Thoas wurde von seiner Tochter versteckt und überlebte, und Hypsipyle wurde Königin der Insel.
Kurz nach dem Gemetzel machten die Argonauten auf dem Weg nach Kolchis auf der Insel halt und vergnügten sich einige Monate mit den Insulanerinnen. Ihr Anführer Iason schwängerte Hypsipyle und schwor ihr ewige Treue. Hypsipyle gebar die Zwillinge Euneos und Deipylos. Iason machte sich jedoch davon und vergaß seinen Schwur.
Als die Lemnierinnen entdeckten, dass Hypsipyle ihren Vater verschont hatte, vertrieben sie ihre Königin mitsamt Zwillingen. Sie wurden von Piraten gefangen genommen und an Lykurg, den König von Nemea, verkauft. Hypsipyle wurde daraufhin mit der Erziehung des Kronprinzen Opheltes (in einer anderen Version Archemoros) betraut.
Als die Sieben gegen Theben durch Nemea zogen, zeigte Hypsipyle ihnen eine Quelle und ließ ihr Mündel dabei aus den Augen. Archemoros wurde derweil von einer Schlange gebissen und starb. Adrastos bewahrte Hypsipyle vor der Rache Lykurgs.